# Titularbistum Grumentum
Grumentum (ital.: Grumento Nova) ist ein Titularbistum der römisch-katholischen Kirche.
Es geht zurück auf einen untergegangenen Bischofssitz in der Stadt Grumentum, die in Lukanien, Süditalien liegt. 
| Titularbischöfe von Grumentum |                            |                                                        |                  |                   |
| Nr.                           | Name                       | Amt                                                    | von              | bis               |
| 1                             | Nicolas Mondejar           | Weihbischof in Cebu (Philippinen)                      | 17. Juli 1970    | 19. Dezember 1974 |
| 2                             | Fernando Capalla           | Weihbischof in Davao/ Prälat von Iligan (Philippinen)  | 2. April 1975    | 18. Februar 1978  |
| 3                             | Djuro Kokša                | Weihbischof in Zagreb (Kroatien)                       | 20. April 1978   | 26. November 1998 |
| 4                             | Edouard Kisonga Ndinga SSS | Weihbischof in Kinshasa (Demokratische Republik Kongo) | 29. Oktober 1999 |                   |